# Wally Zenner
María Julia Wally Zenner (Buenos Aires; 1905 - Idem; 1996) fue una recitadora, escritora, docente, traductora y poetisa vanguardista argentina, hermana del actor argentino Rodolfo Zenner (1897-1958).

## Carrera
Nacida en Capital Federal, inició  sus estudios en el arte de la declamación con el profesor Alemany Villa en 1923. Fue junto a Gloria Bayardo, Blanca de la Vega, Berta Singerman y Mony Hermelo unas de las más destacadas declamadoras de esa época.
También hizo inicios culturales de poesía, ilustró lecturas y conferencias. Desde 1925 puso su voz a programas culturales, donde recitó grandes poesías. 
Su íntima amistad con Jorge Luis Borges (quien llegó a enamorarse de ella en la década de 1920) la llevó a destacarse en la literatura argentina contemporánea. Junto a él trabajaron en las obras Encuentro en el allá seguro (1931), una reunión de poemas fúnebres, y Antigua lumbre, de 1949 (donde la dicción, la retórica y las imágenes son inconfundibles), en las cuales Borges colaboró en el prólogo. Borges supo crear una composición dedicada a ella pero luego la omitió debido a que la consideró "bastante floja", un poema que retiró de Cuaderno San Martín.
En la reseña del libro de Alfredo M. Ferreiro El hombre que se comió un autubús, la nombra "la voz más apasionada de Buenos Aires, una voz a la que deberíamos creerle todo, hasta cuando nos dice versos con cisnes".
Su obra Antigua lumbre, con un prefacio de Jorge Luis Borges y un dibujo de León Benarós, fue premiada con la Faja de honor de la Sociedad Argentina de Escritores (SADE).
Tradujo, entre otras, la obra Un viaje feliz,  en la que actuaban Violeta Antier, Marcelo Lavalle, Tina Martínez de la Rosa, Hugo de Witte, y la experimentada Miriam Van Wessen.
En 1941 funda y dirige el teatro experimental Espondeo donde se lucieron figuras de la talla de Marcelo Lavalle. Allí pone en escena sus traducciones de obras europeas. Fue directora de obras como Saroyan (1943). 

## Vida privada
Según la partida de casamiento, el 7 de septiembre de 1929, a los 21 años, contrajo matrimonio en Buenos Aires con el abogado Carlos Aparicio, autor del primer índice de códigos de la Argentina, amén de educador y eximio violinista, y político radical del FORJA.
Fue cuñada del diputado radical de Dolores, educador y jurista Néstor Ignacio Aparicio (1893-1983), autor de Los prisioneros de "Chaco" y la evasión de Tierra del Fuego, y defensor de Raúl Barón Biza en el juicio que promovió el general Agustín Pedro Justo por su obra El derecho de matar.

## Obras
- Encuentro en el allá seguro (1931).
- Antigua lumbre (1949).
- Moradas de la pena altiva (1932).
- Soledades (1934).
- Vocación de alabanza (1946).
- El diálogo (1944).
- Sonetos (1947).
- Vaiven (1936).
- Así nos paga la vida (1946), obra de teatro en colaboración con Enrique Cadícamo